# Hu Jiumei
Hu Jiumei, född 1830, död 1856, var en kinesisk rebell under Taipingupproret. Hon var en av de ledande gestalterna under Hong Xiuquan och känd som en av "De tre Hus".